# 巴古尔
巴古尔（Bhagur），是印度马哈拉施特拉邦Nashik县的一个城镇。总人口12454（2001年）。

## 人口
该地2001年总人口12454人，其中男性6374人，女性6080人；0—6岁人口1638人，其中男860人，女778人；识字率75.24%，其中男性为81.52%，女性为68.65%。